# 452
Cette page concerne l'année 452  du calendrier julien. Pour l'année 452 av. J.-C., voir 452 av. J.-C. Pour le nombre 452, voir 452 (nombre).
L'année 452 est une année bissextile qui commence un mardi.

## Événements
- Printemps : les Huns envahissent l'Italie. Attila assiège Aquilée puis il marche vers Rome par Padoue, Vicence, Vérone, Brescia, Bergame, Milan et Pavie. Les villes qui ne lui ouvrent pas leurs portes sont incendiées. Aetius n’ose pas livrer bataille[1].

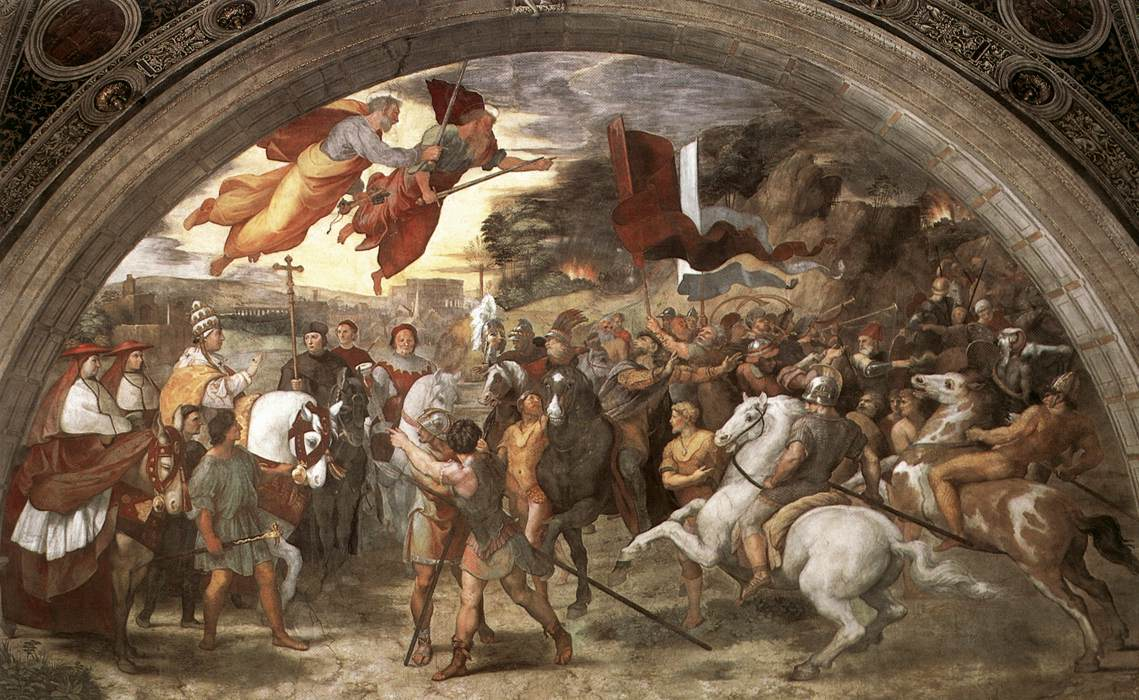
Léon Ier et Attila, peinture de Raphaël (peintre).

- 11 juin : Valentinien III envoie une délégation, composée du pape Léon Ier, du consulaire Avienus et du préfet du prétoire Trigetius, qui signe un armistice avec Attila sur la rive du Mincio (Roncoferraro) le 6 juillet. Le pape Léon Ier persuade Attila de renoncer à Rome et de se retirer. Il obtient un arrangement favorable, probablement bien payé, au sujet des captifs. La légende assure qu'Attila, impressionné par le pape, fait demi-tour[2]. La réalité est plus prosaïque. Attila rebrousse chemin car les troupes de l'empereur d'Orient Marcien traversent le Danube attaquant les Huns sur leur territoire. Il a subi de lourdes pertes au siège d’Aquilée et son armée est victime d’une épidémie[3].

- 18 juillet[4] : Attila prend Aquilée après trois mois de siège. Des réfugiés de Padoue et d'Aquilée qui fuient les Huns s'établissent dans la lagune de Venise[5].

- Début du règne de Wenchengdi (en), de son nom personnel Tuoba Jun (T'o-pa Tsiouen), roi des Wei du Nord, en Chine (452-466)[6].  Fin de la persécution des bouddhistes en Chine du Nord, grâce à l'influence à la cour des Wei du moine Tanyao (T'an-yao), directeur du clergé bouddhique à partir de 460[7].

- Échec des Wisigoths devant Arles[8].

- Concile d’Arles, qui condamne tous les cultes païens rendus à la nature (arbres, pierres, sources, fontaines, etc.)[9].

## Naissances en 452
- Justin Ier, empereur byzantin (ou 450).